# Gerald FitzGerald, 8.º Duque de Leinster
Gerald FitzGerald, 8.º Duque de Leinster (27 de maio de 1914 – 3 de dezembro de 2004) foi o duque, marquês e conde mais proeminente na Nobreza da Irlanda.

## Biografia
Gerald FitzGerald foi o único filho de Edward FitzGerald, 7.º Duque de Leinster, e de sua primeira esposa, May Juanita Etheridge, uma dançarina.
As relações entre os pais de Gerald FitzGerald tornaram-se tensas quando ele ainda era uma criança pequena. Em 1922, seu pai tornou-se o 7.º duque após a morte do 6.º duque, e Gerald FitzGerald ganhou o título de cortesia de Marquês de Kildare. Mas Harry Mallaby-Deeley adquiriu o controle das grandes propriedades dos Duques de Leinster durante a vida do novo duque, que anteriormente vendeu a Mallaby-Deeley seus direitos de reversão sobre elas por uma pequena quantia, não esperando, como filho mais novo, herdar.
Logo após isso, o 7.º Duque garantiu uma separação de sua mãe, e eles foram divorciados oito anos depois, em 1930. Gerald Kildare passou a maior parte de sua infância sendo criado por sua tia-avó, Adelaide FitzGerald (1860–1942), no Castelo de Johnstown, Condado de Wexford. Filha de George Forbes, 7.º Conde de Granard, ela era viúva de seu tio-avô Lorde Maurice FitzGerald, e sentiu-se que ela proporcionaria um ambiente adequado para o futuro duque.
O 7.º Duque casou-se quatro vezes, mas não teve outros filhos legítimos e tornou-se notório por sua prodigalidade financeira e má gestão. Ele teve numerosos enteados, os filhos de suas esposas de casamentos anteriores. Entre eles estava Joan Yarde-Buller, filha de sua terceira esposa Denise Orme. Joan Yarde-Buller, também conhecida como Princesa Taj-ud-dawlah, casou-se com Príncipe Aly Khan na época em que casou-se com sua mãe em 1946. O filho de Joan, Karim (nascido em 1936), acabaria por se tornar o Príncipe Aga Khan IV.
Devido aos problemas financeiros do 7.º Duque, os curadores da propriedade da família confiaram ao jovem Gerald Kildare o cuidado de relíquias e tesouros familiares e deram-lhe um adiantamento sobre sua herança.
Educado no Colégio Eton, Gerald Kildare tornou-se cadete no Colégio Militar Real de Sandhurst, e foi comissionado na 5ª Guarda Dragões Reais Inniskilling. Em 1935, sua mãe cometeu suicídio ao ingerir uma overdose de comprimidos para dormir. Ele viu serviço ativo na Segunda Guerra Mundial e foi invalidado do Exército após ser ferido na Normandia, com o posto de major.

## Vida posterior
Após a guerra, o futuro duque administrou sua propriedade no Castelo de Kilkea, Condado de Kildare, Irlanda, mas isso se revelou não lucrativo. No início da década de 1960, ele mudou-se para Oxfordshire e trabalhou na indústria de aviação. Foi em sua casa em Oxfordshire que, em 1976, a polícia foi chamada para impedir que seu pai fugisse com propriedades no valor de mais de £100.000, uma pintura de Joshua Reynolds e uma tapeçaria. O 7.º Duque morreu no mesmo ano; no entanto, o 8.º Duque foi impedido de receber os títulos nobiliárquicos devido a um americano que afirmava ser filho do irmão mais velho de seu pai, Lord Desmond FitzGerald (morreu em 1916).
O Duque de Leinster era um ávido praticante de esportes de campo. Foi Mestre dos Foxhounds de North Kilkenny de 1937 a 1940; dos Foxhounds de West Percy em 1945-46; e dos Foxhounds de Portman em 1946-47.
Em 1999, o Duque falhou em suas tentativas de impedir que um meio-irmão fosse formalmente reconhecido como membro da família ducal tanto por Debrett's Peerage quanto por Burke's Peerage. Este foi Adrian FitzGerald, um filho ilegítimo do 7.º Duque com Yvonne Denison Percy Probyn, que mais tarde adotou o sobrenome FitzGerald por deed poll, que era filha do Capitão Percy John Probyn, RAMC, o filho mais velho de Frederick Probyn, JP, de Cambridge House, Treverthen, Monmouthshire.

## Casamentos e descendência
O Duque foi casado duas vezes, suas esposas sendo: 
Joane Kavanagh (1915–1994), filha mais velha do Rt. Hon. Maj. Arthur Thomas MacMorrough Kavanagh, o MacMorrough Kavanagh, Príncipe de Leinster. Casaram-se em 17 de outubro de 1936, e divorciaram-se em 1946 (Joane, Marquesa de Kildare, casou-se, no ano seguinte, com o Tenente-Coronel Archibald Macalpine-Downie, e teve mais filhos.) Os Kildares tiveram três filhas, uma das quais morreu na infância:
- Pamela Hermione FitzGerald (6 de novembro de 1937 – 3 de abril de 1938), cujo nome do meio foi dado em homenagem à avó paterna de seu pai, Hermione, esposa do 5º Duque de Leinster;
- Rosemary Anne FitzGerald (nascida em 4 de agosto de 1939), casou-se em 9 de fevereiro de 1963 com Mark Killigrew Wait. Após seu divórcio em 1967, ela voltou a usar seu nome de solteira;
- Nesta FitzGerald (nascida em 8 de janeiro de 1942), casou-se em 1977 com Philip Tirard (morreu em 1993), com quem teve duas filhas.

Anne Eustace-Smith (Whalton, 6 de maio de 1922 – 4 de dezembro de 2016), filha do Ten. Col. Philip Eustace-Smith de Rothley Crag, Cambo, Norpeth, Northumberland, Alto Xerife de Northumberland em 1931, e esposa (23 de outubro de 2012) Eleanor Anne Clayton (1887 – 1946); neta paterna de Eustace Smith da Manor House, Whalton e esposa (Newcastle-upon-Tyne, 10 de outubro de 1886) Ellen Gertrude Hawkes (Chester, julho ou setembro de 1865) e neta materna de John Bertram Clayton de Chesters, Northumberland, e de Charlwood Park, Surrey (9 de outubro de 1861 – 8 de abril de 1900) e esposa (26 de janeiro de 1886) Florence Octavia Cadogan (Londres, 1862); bisneta de Thomas Eustace Smith (3 de junho de 1831 – 1903), magnata naval, Membro do Parlamento entre 1868 e 1885, filho do construtor naval William Smith e esposa Margaret Werge) e esposa (Haddington, 1 de março de 1855) Mary Martha Dalrymple (14 de outubro de 1835), filha de William Henry Clarence Dalrymple e esposa Margaret Werge), de Nathaniel George Clayton de Chesters, Northumberland, e de Charlwood Park, Surrey (20 de setembro de 1833 – 5 de setembro de 1895), filho do Rev. Richard Clayton e esposa ...) e esposa (12 de dezembro de 1860) Isabel Ogle (filha do Rev. Edward Chaloner Ogle de Kirkley Hall e esposa Sophia Ogle dos Baronetes Ogle, de Worthy) e de Cadogan Hodgson-Cadogan de Brinkburn Priory (Dawlish, Devon, 1826 – 26 de março de 1886), Justice of Peace, Alto Xerife de Northumberland em 1881, filho de William Hodgson-Cadogan e esposa ...) e esposa (Brighton, 1848) Isabel Mary Smith (Langham Place, Londres - 1907, filha de Oswald Smith de Blendon Hall e esposa Henrietta Mildred Hodgson, ambos também pais de Frances Dora Smith, bisavó de Isabel II). Casaram-se em Alnwick em 12 de junho de 1946 e tiveram dois filhos:
- Maurice FitzGerald, 9.º Duque de Leinster (nascido em 1948). Sucedeu ao ducado após a morte de seu pai. Casado e teve três filhos, mas seu único filho morreu em um acidente de carro em 1997;
- John FitzGerald (3 de março de 1952 – 3 de agosto de 2015). O seu único filho Edward FitzGerald é atualmente o herdeiro do ducado e outros títulos.

## Reivindicações
Após Gerald FitzGerald, Marquês de Kildare, tornar-se o 8.º Duque de Leinster, em 1976, um artista e professor da Califórnia, Leonard FitzGerald, afirmou ser o duque legítimo. Ele disse que seu pai era Lord Desmond FitzGerald, o segundo de três filhos de Gerald FitzGerald, 5.º Duque de Leinster, que se pensava ter sido morto na Primeira Guerra Mundial enquanto servia na Guarda Irlandesa. Leonard FitzGerald declarou que Lord Desmond, no entanto, secretamente emigrou para a América do Norte e viveu lá até sua morte em 1967, apesar de relatos de testemunhas oculares da morte de Desmond FitzGerald e seu sepultamento no cemitério público em Calais, França.
Por conselho de seu médico, devido a problemas de saúde, Leonard FitzGerald retirou sua reivindicação. Ele morreu em 1994, mas a reivindicação continuou por seu filho Paul FitzGerald, que ajuizou um processo sobre isso com o Departamento de Assuntos Constitucionais em 2006. A reivindicação de Paul FitzGerald, no entanto, foi eventualmente rejeitada em 2007.
Em 2010, no entanto, foram apresentadas evidências de DNA que indicam que Paul FitzGerald está relacionado com a esposa do 5.º Duque, a antiga Lady Hermione Duncombe. Conforme relatado em The Scotsman,

Com a ajuda do genealogista Lloyd Pitcairn, baseado em Dunfermline, a Sra. FitzGerald Caudill (tia de Paul FitzGerald) rastreou Maud Crawford, a neta da irmã mais nova da Lady Hermione, Urica Duncombe.
Os resultados dos testes mostraram que era "41 vezes mais provável" que a Sra. Crawford e Paul FitzGerald fossem extremamente próximos em relação do que de famílias diferentes. A prova de que Paul FitzGerald está relacionado com a família titulada é a primeira evidência de DNA já produzida no caso, e apoia fortemente a reivindicação há muito sustentada da Sra. Fitz-Gerald Caudhill, sugerindo que seu misterioso pai era filho da Lady Hermione, esposa do quinto Duque de Leinster.